# St-Martin (Longjumeau)

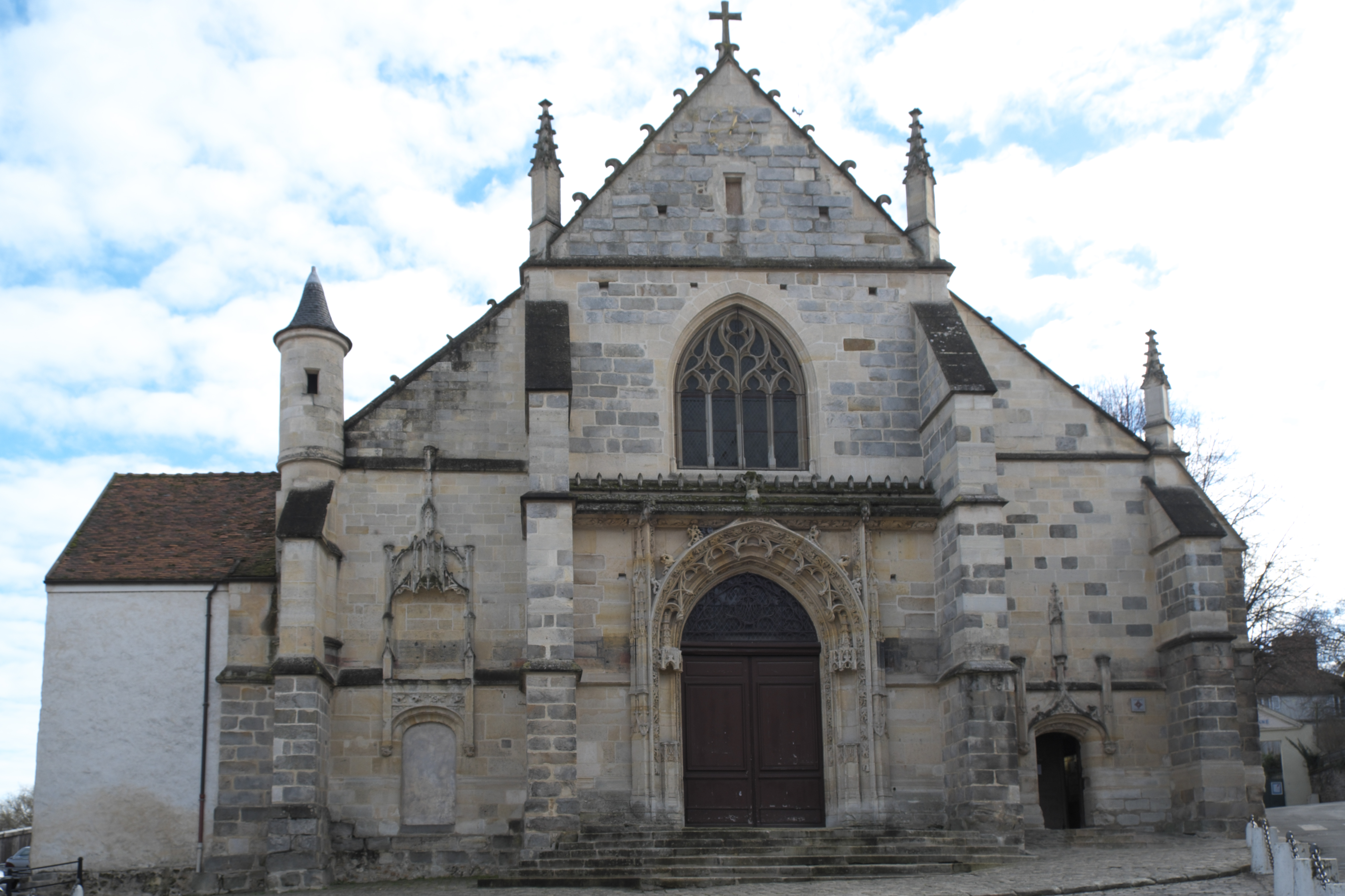
Pfarrkirche Saint-Martin

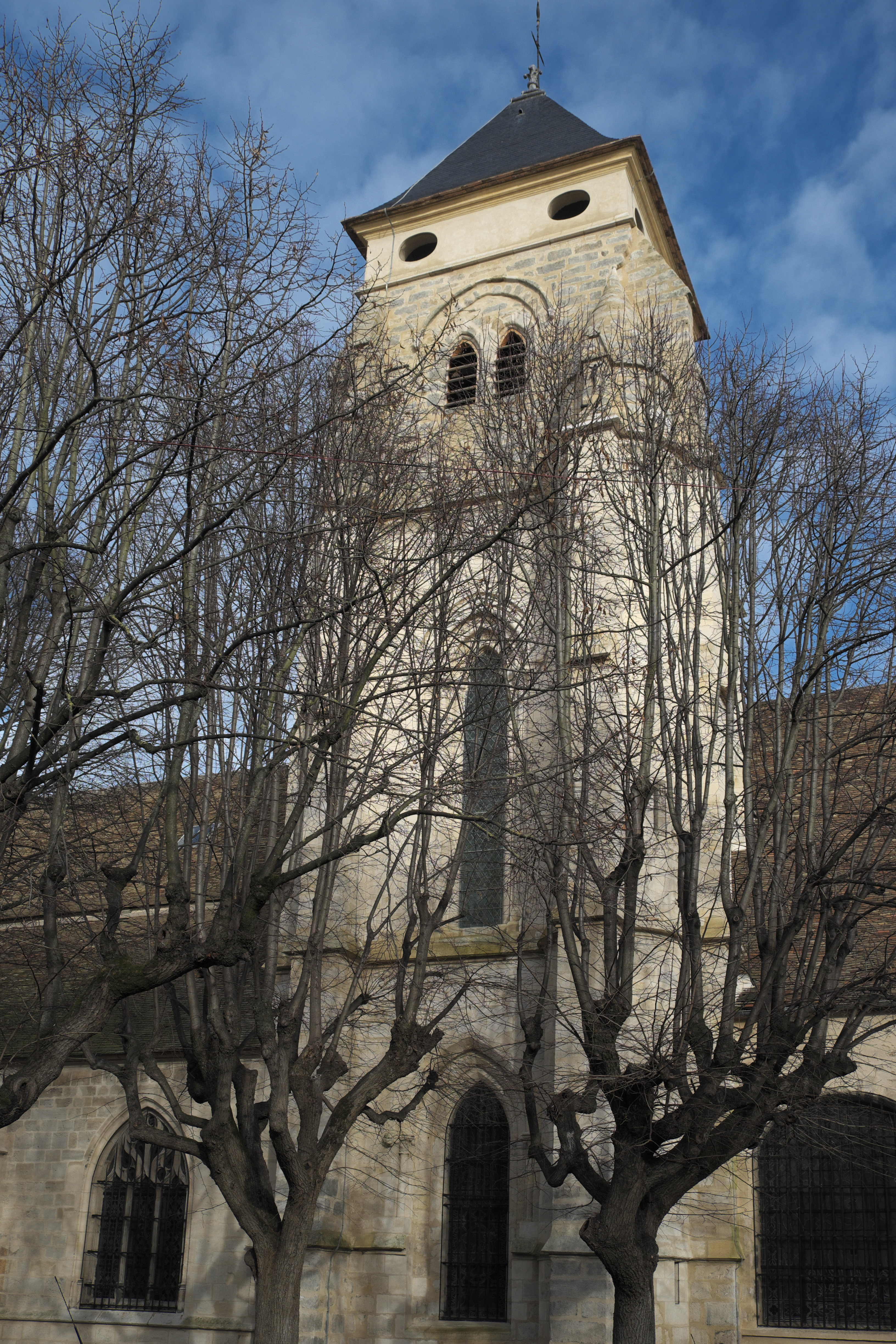
Glockenturm

Die katholische Pfarrkirche Saint-Martin in Longjumeau, einer Gemeinde im Département Essonne in der französischen Region Île-de-France, wurde in der Mitte des 13. Jahrhunderts im Stil der Gotik errichtet und im 15. Jahrhundert nach einem Brand wiederaufgebaut. 1910 wurde die Kirche als Monument historique in die Liste der Baudenkmäler in Frankreich aufgenommen.

## Geschichte
Das Patrozinium des heiligen Martin lässt vermuten, dass es an der Stelle der heutigen Pfarrkirche bereits in der Merowingerzeit ein Gotteshaus gab. Die heutige Kirche wurde um 1250 unter Hugues Piedoie, dem Baumeister des französischen Königs Ludwig des Heiligen, errichtet. Während des Hundertjährigen Krieges wurde die Kirche schwer beschädigt, im 15. Jahrhundert wurde sie wieder aufgebaut. 1730 fügte man die Taufkapelle an, 1745 erfolgte der Anbau der Sakristei. Ein Brand im Jahr 1774 zerstörte das Obergeschoss des Glockenturms. Im 18. und 19. Jahrhundert wurde die Kirche mehrfach restauriert. 2011 fand eine grundlegende Sanierung des Glockenturms statt. Er erhielt ein neues Schieferdach und neue Klanglamellen aus Eichenholz. Auch wurden neue, von mittelalterlichen Vorbildern inspirierte Kragsteine geschaffen.

## Architektur

### Westfassade

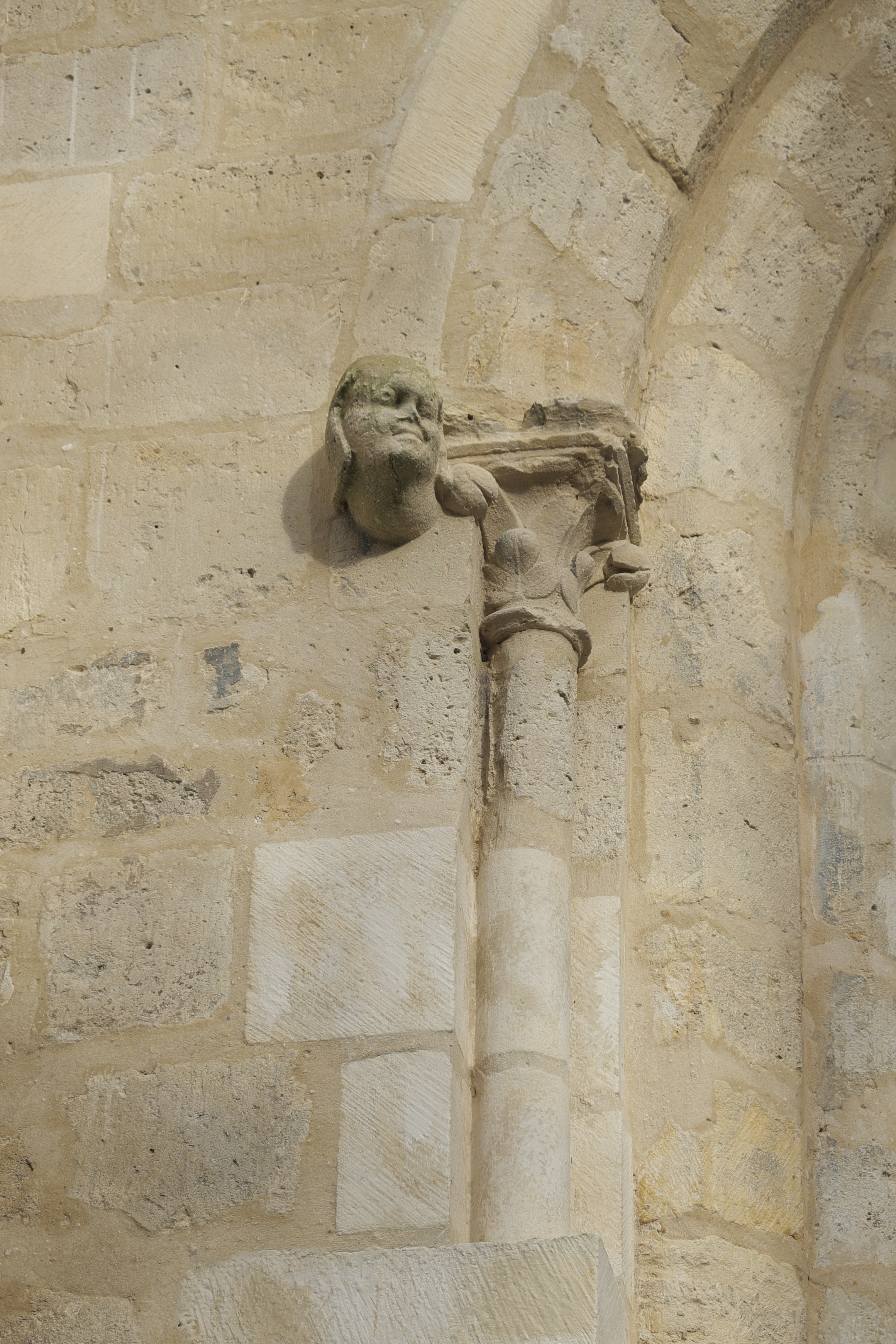
Kragstein und Kapitell am Glockenturm

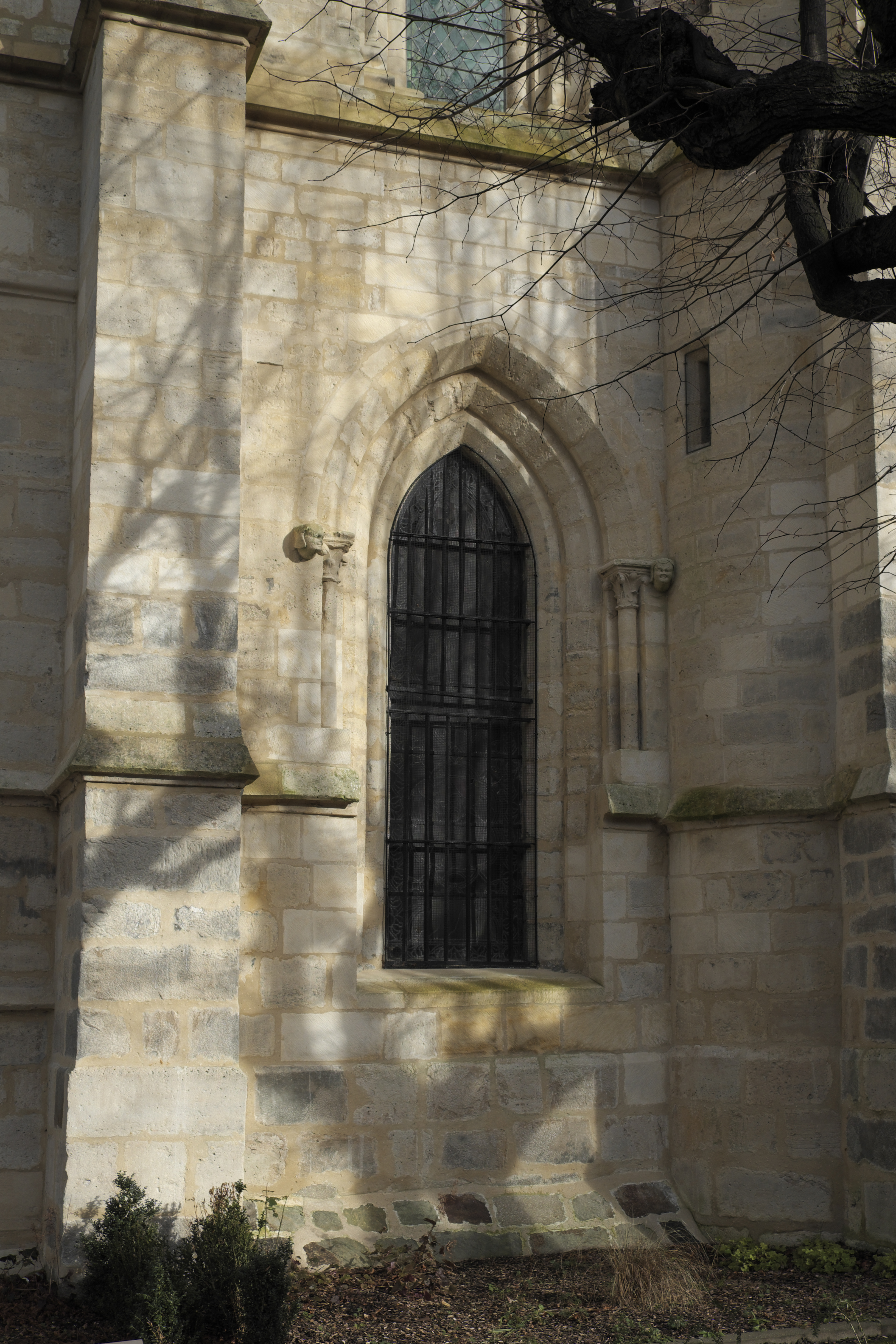
Unterbau des Glockenturmes

Die Westfassade wird von vier kräftigen Strebepfeilern gegliedert. In der Mitte öffnet sich unter einem vierteiligen Maßwerkfenster das Hauptportal, dessen Archivolten mit Dreipassbögen und Blattwerk skulptiert sind. Über dem Portal verläuft ein Gesims, das mit Wasserspeiern besetzt und einem Fries aus menschlichen Köpfen, Weinranken und drachenartigen Wesen verziert ist. Die seitlichen Figurennischen, deren Skulpturen während der Religionskriege zerstört wurden, sind mit filigranen Baldachinen bekrönt. Beide Seitenportale besitzen noch ihren Flamboyantdekor. Das rechte Portal wird von einem Kielbogen überwölbt. Über dem linken, heute zugemauerten Portal, ist eine große Skulpturennische eingeschnitten. Der zierliche Rundturm an der Nordseite der Westfassade wird auch als Totenleuchte (lanterne des morts) gedeutet, was allerdings umstritten ist.

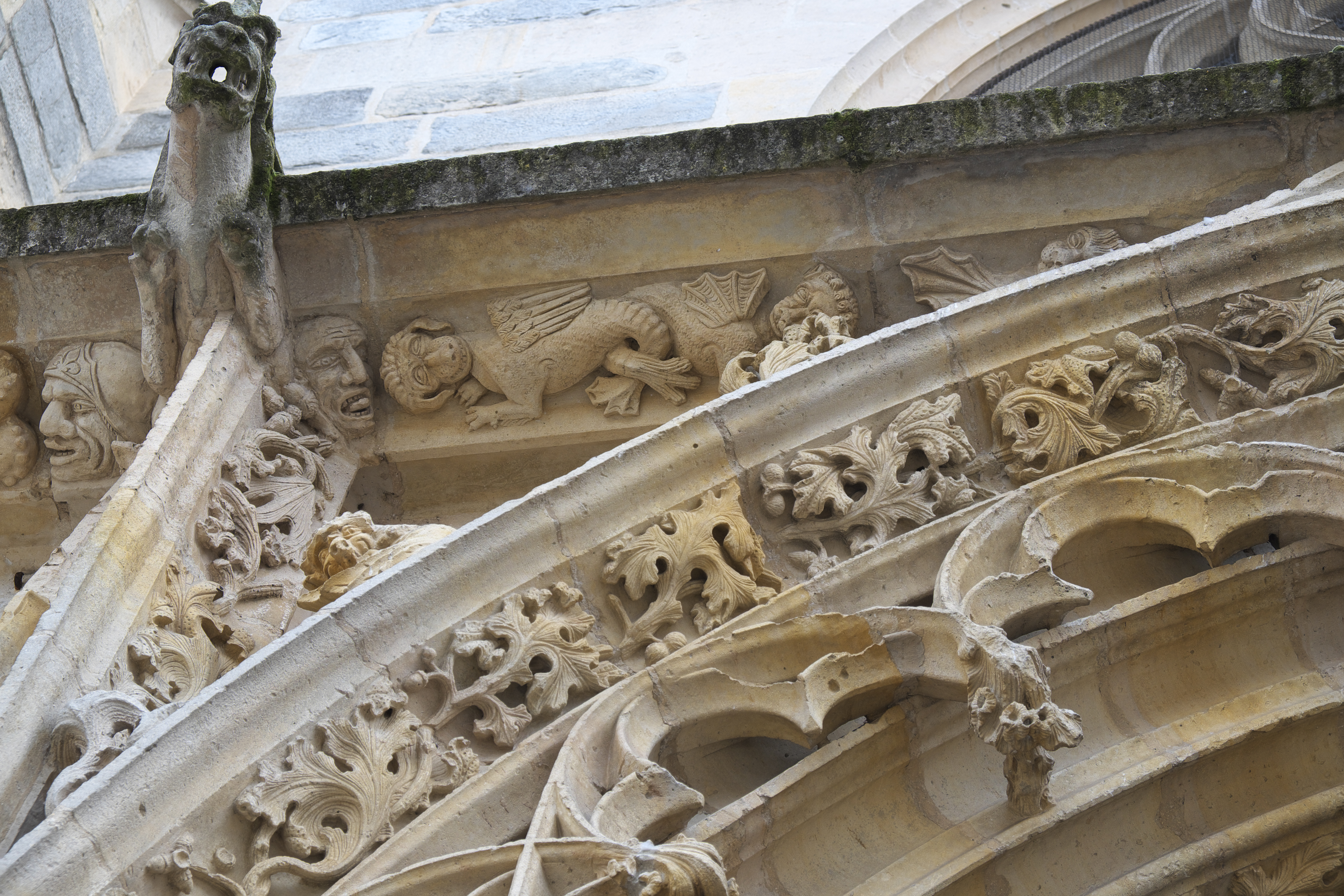
Archivolten am Westportal
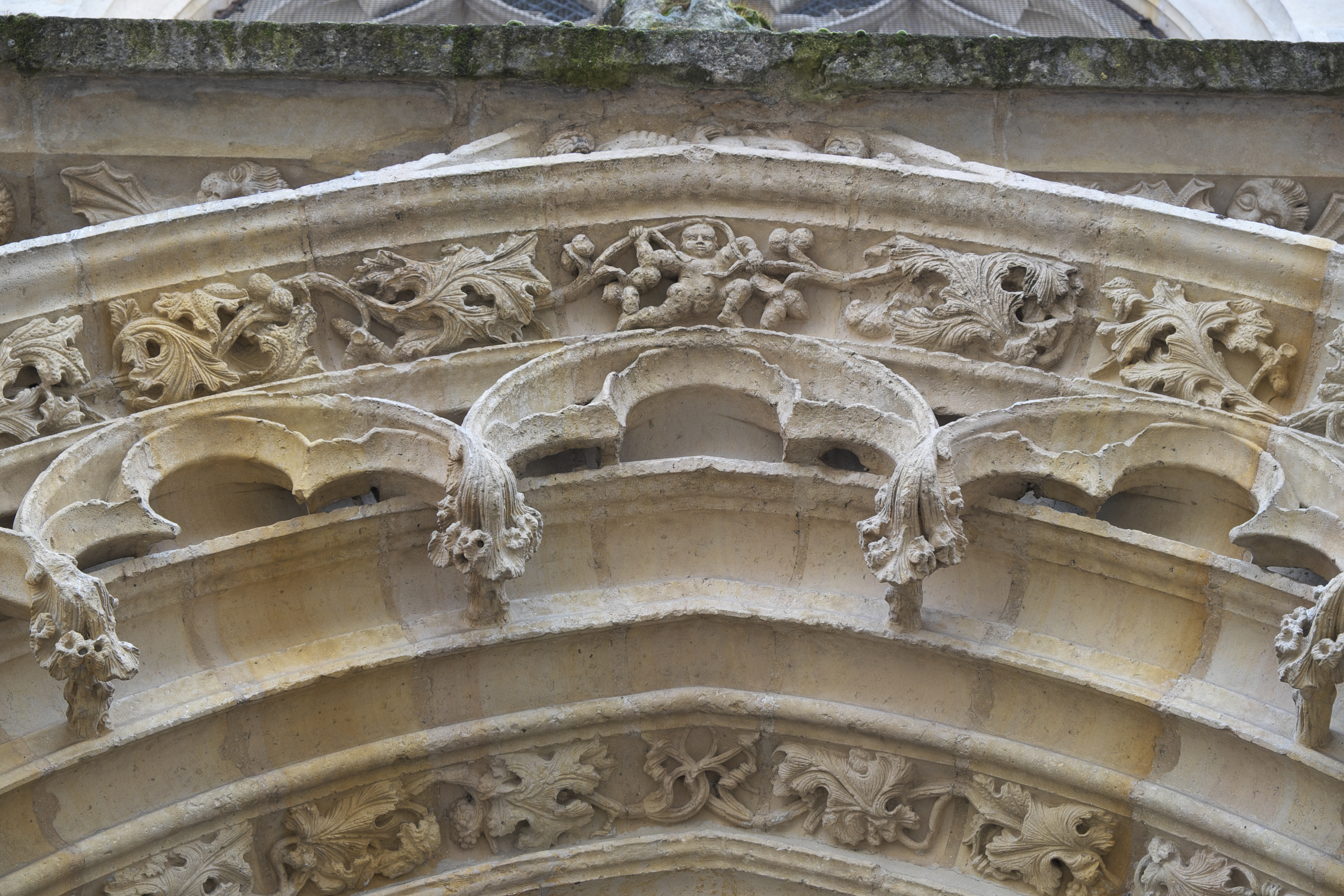
Archivolten am Westportal
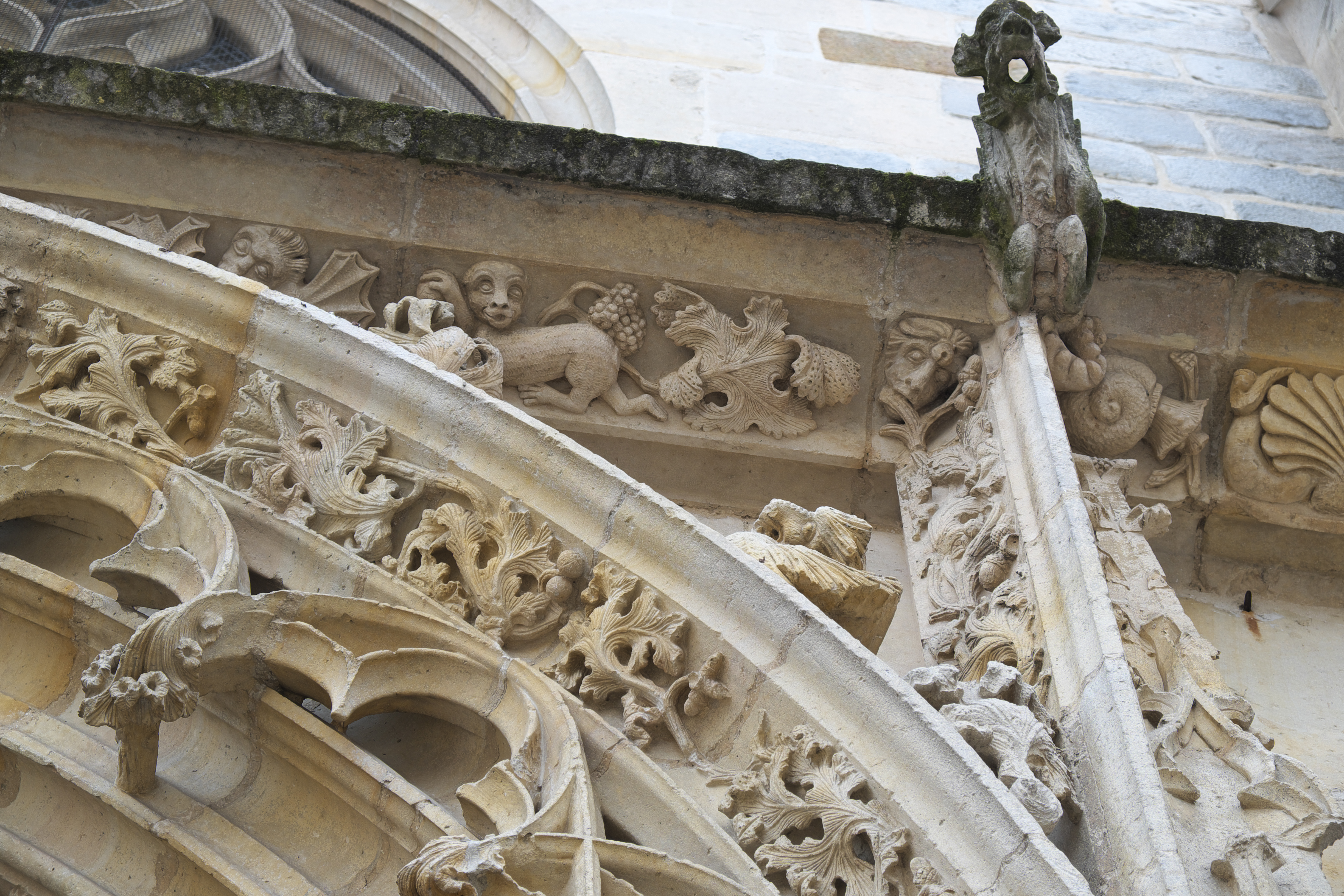
Archivolten am Westportal

### Innenraum

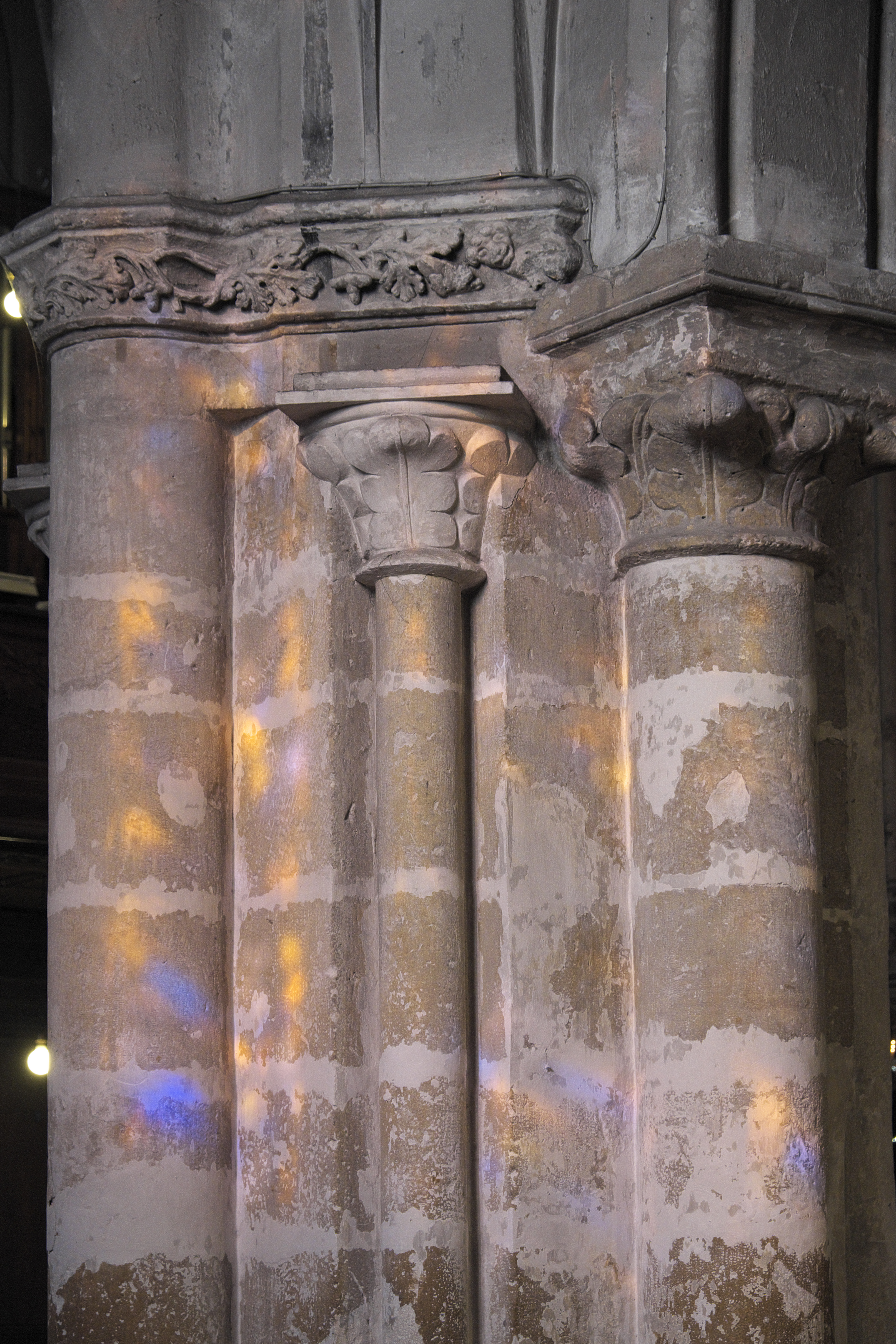
Kapitelle

Das Langhaus ist dreischiffig und in fünf Joche gegliedert. Es mündet im Osten in einen gerade geschlossenen Chor, ein Querhaus gibt es nicht. Das Hauptschiff und die beiden Seitenschiffe werden von Kreuzrippengewölben gedeckt, die von mächtigen Pfeilern und mit Kapitellen geschmückten Säulen getragen werden. Im nördlichen Seitenschiff finden sich skulptierte Konsolen und als Abhänglinge gestaltete Schlusssteine.

## Trauerbänder
An den Außen- und Innenwänden der Kirche haben sich sogenannte Trauerbänder (litres funéraires) erhalten. Es sind direkt auf die Mauer gemalte schwarze Bänder, die nach dem Tod des Patronatsherren zu seinem Gedenken angebracht wurden und die mit seinem Wappen versehen waren. Während der Französischen Revolution wurde dieser Brauch verboten, die meisten Trauerbänder wurden entfernt oder übermalt. An der Westfassade, neben dem Hauptportal, und an der Sakristei sind noch schwarze Bänder zu erkennen. Die Wappen der Familien Effiat und Mazarin erinnern an die einstigen Grundherren.

## Bleiglasfenster

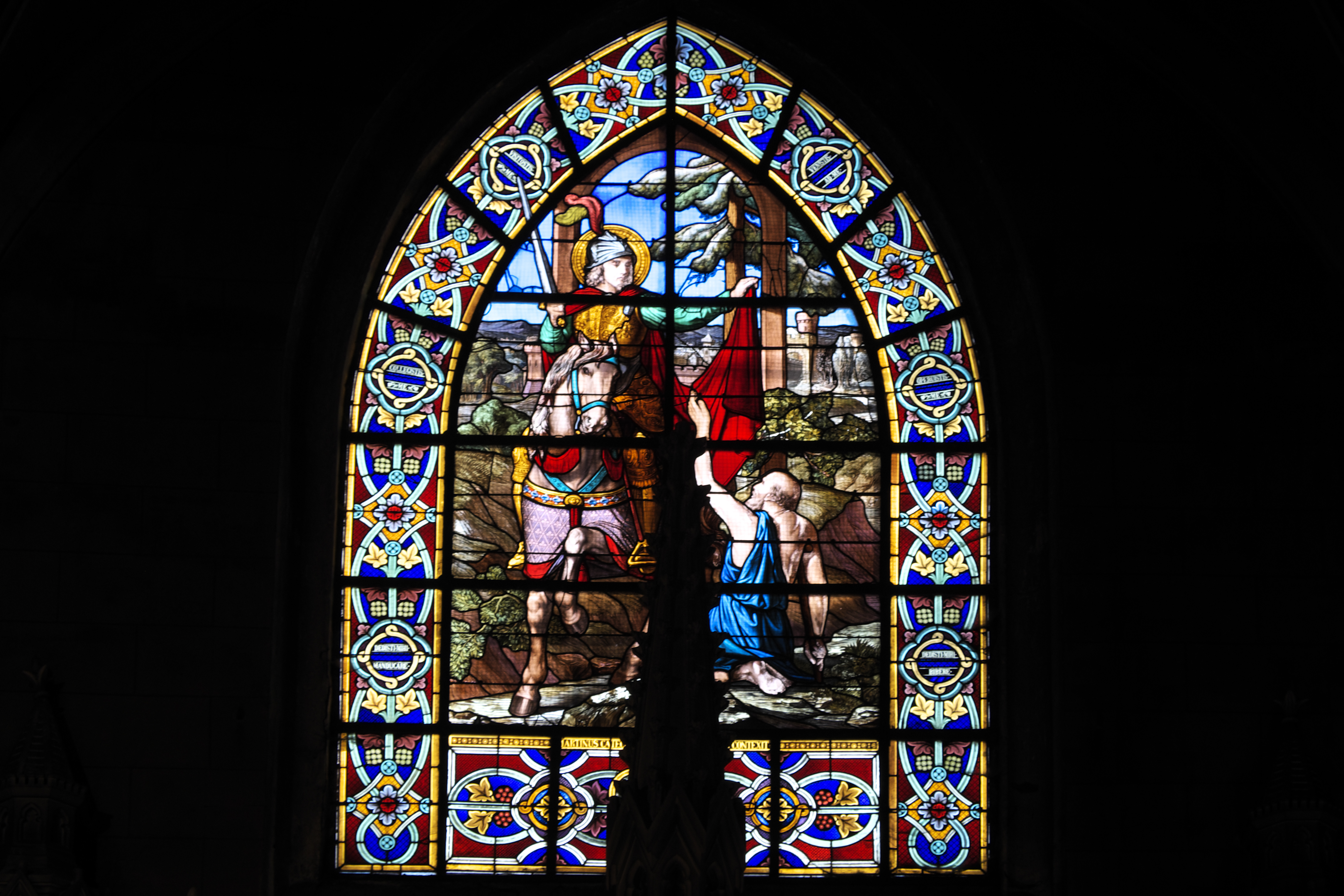
Heiliger Martin

Das Chorfenster ist dem Schutzpatron der Kirche, dem heiligen Martin, gewidmet. Er sitzt auf einem Pferd und teilt seinen Mantel mit einem Bettler. Das Bleiglasfenster der Taufkapelle stellt die Taufe Jesu dar.
Auf den Fenstern des Langhauses sind die Anbetung der Heiligen Drei Könige, die Emmausjünger und die Madonna im Strahlenkranz, die die Schlange zertritt, dargestellt. Ein Fenster weist Szenen aus dem Marienleben auf: Mariä Tempelgang, die Verkündigung und die Krönung Mariens. Auf einem weiteren Fenster ist rechts der heiligen Laurentius mit seinem Grill dargestellt, in der Mitte die Unterweisung Marias und rechts der heilige Eligius.
Auf einem Fenster überreicht André de Longjumeau dem französischen König Ludwig dem Heiligen die Dornenkrone Christi. André de Longjumeau war an den Verhandlungen für den Kauf der Reliquie in Konstantinopel beteiligt und brachte sie von Venedig nach Paris. Ludwig der Heilige hatte die Dornenkrone dem Kaiser des Lateinischen Kaiserreiches von Konstantinopel, Balduin II., abgekauft, dieser hatte sie nach Venedig verpfändet. Das Fenster trägt die Signatur D.D.J. OZIARD.

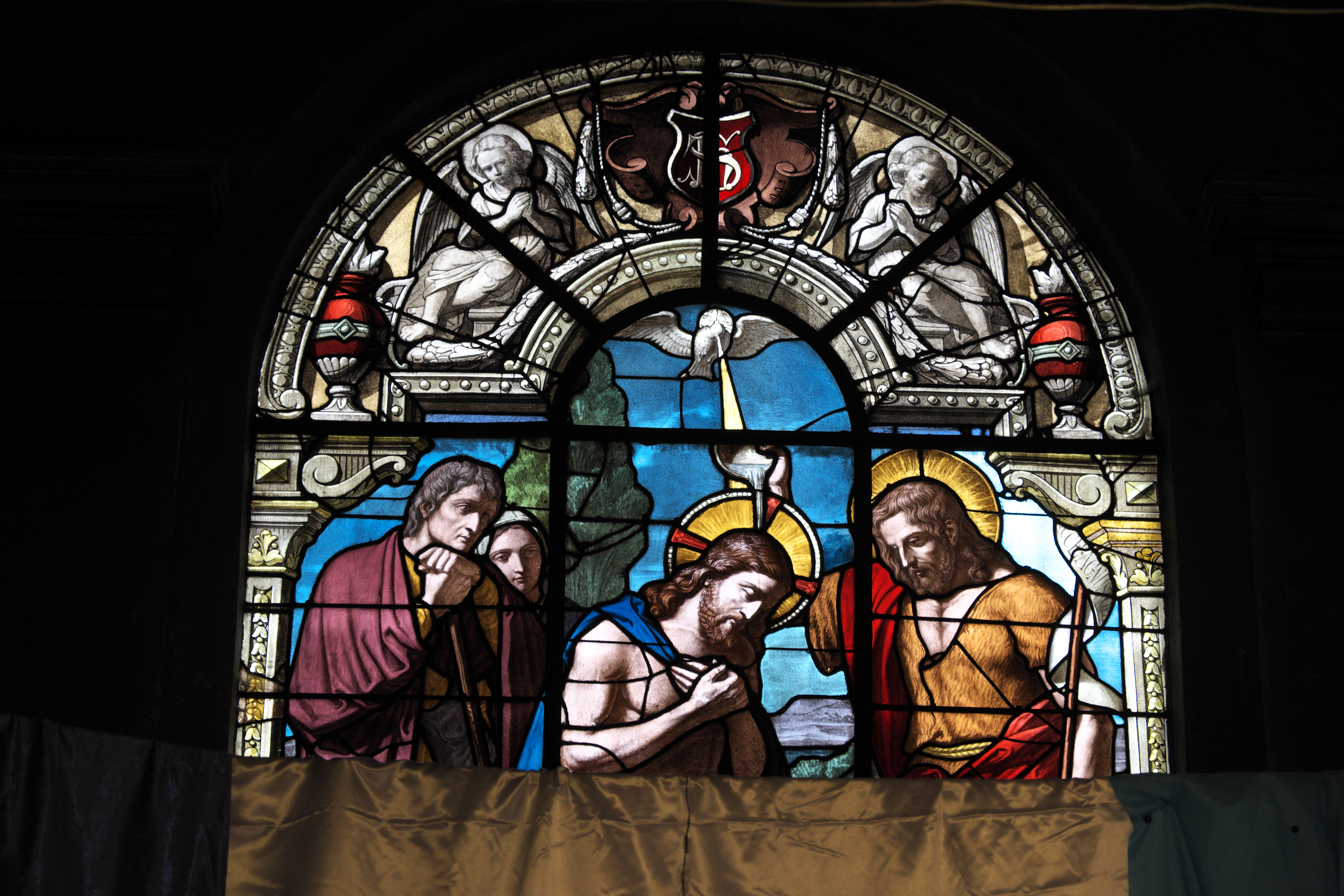
Taufe Jesu
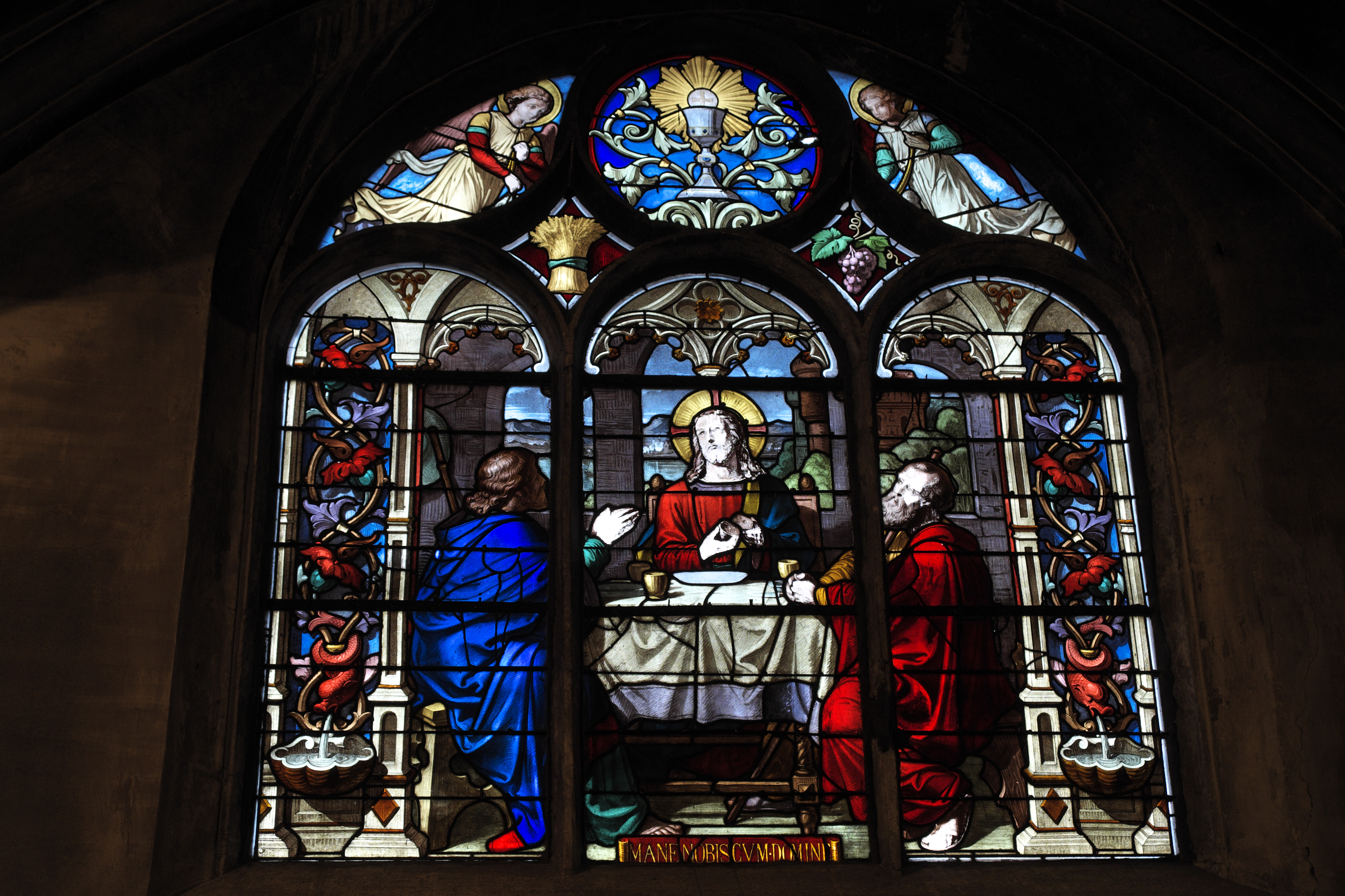
Emmausjünger
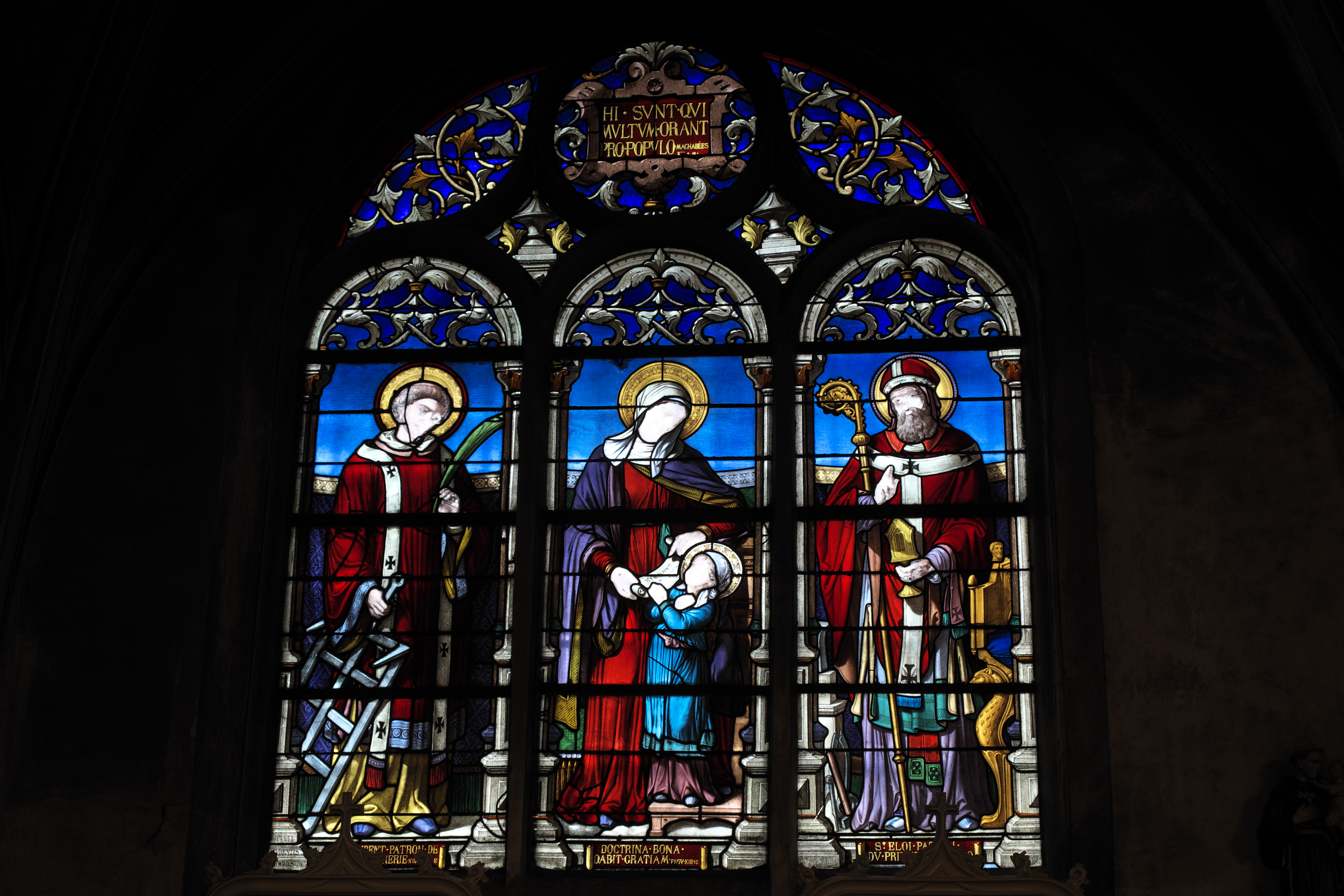
Heiliger Laurentius, Unterweisung Mariens, heiliger Eligius
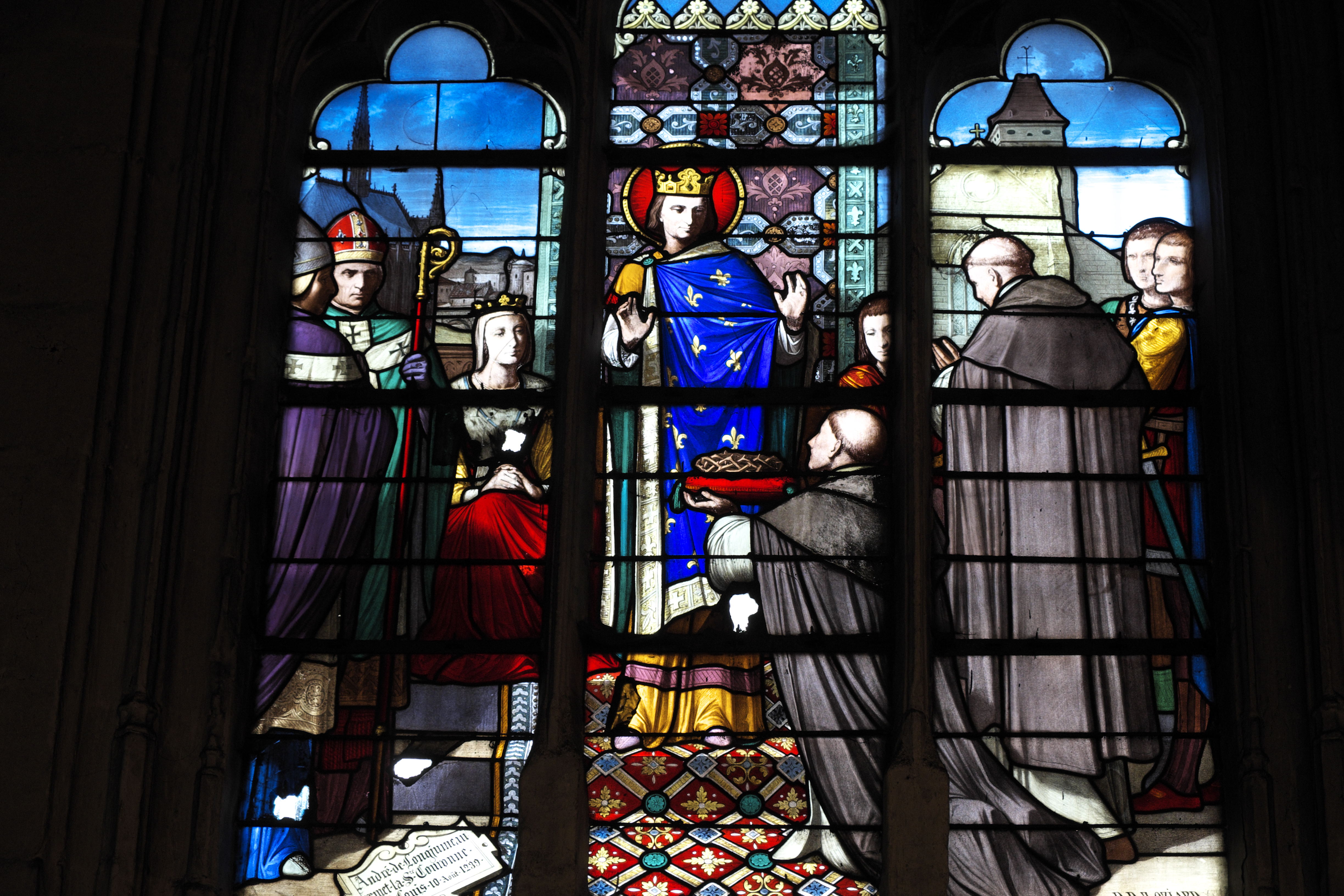
Ludwig der Heilige und André de Longjumeau

## Ausstattung

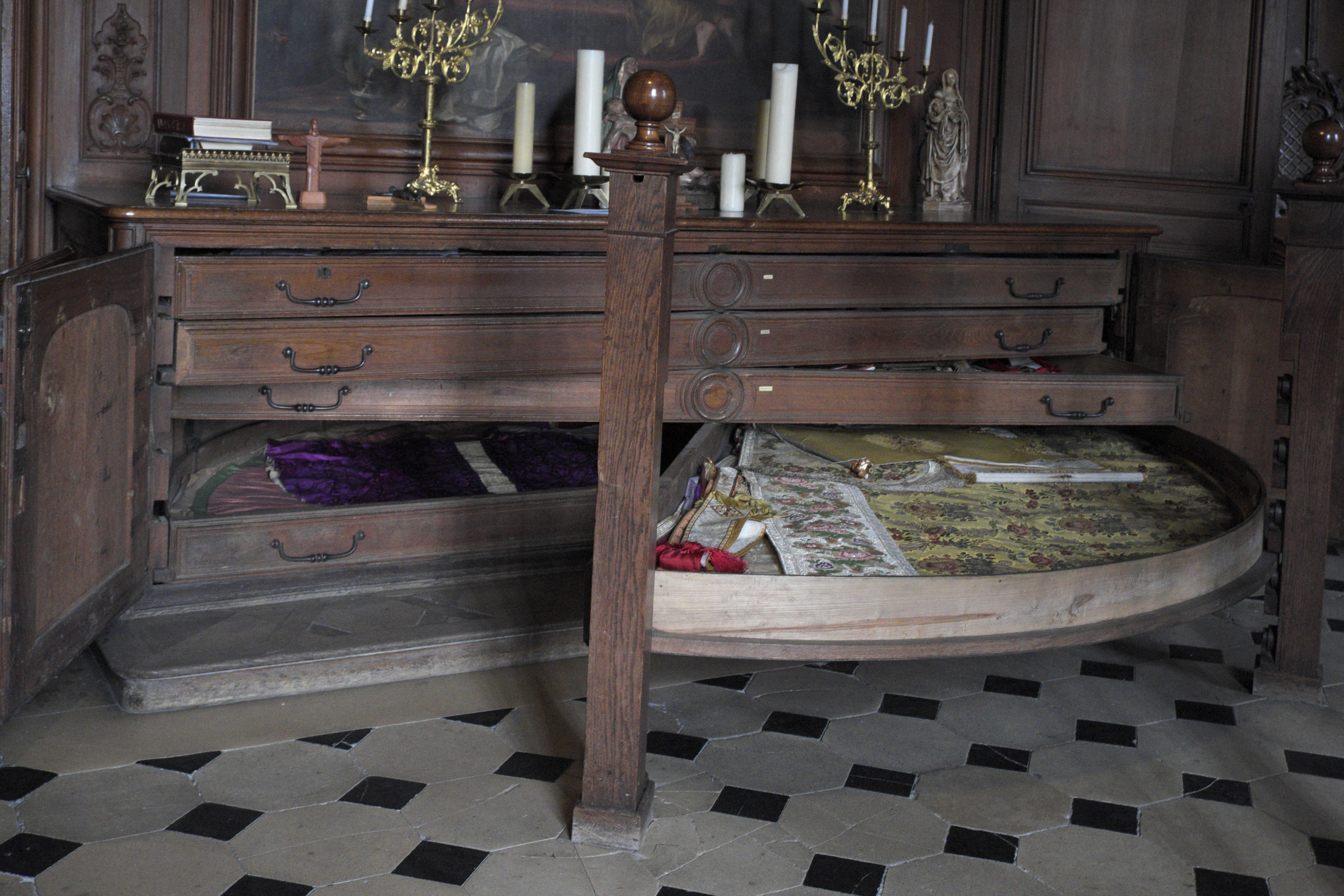
Schrank in der Sakristei

- Die Sakristei besitzt einen ungewöhnlichen Eichenschrank zur Aufbewahrung von Messgewändern, die in großen, drehbaren Schubladen ausgebreitet sind.
- Das Chorgestühl und die Bank für den Kirchenvorstand (banc d’œuvre) stammen aus dem 18. Jahrhundert.
- Die Kirche besitzt ein Gemälde von Simon Vouet, La Cène (Abendmahl), aus der Mitte des 17. Jahrhunderts.[2]